# Phymanthus pulcher
Phymanthus pulcher är en havsanemonart som först beskrevs av Heinrich Andres 1883.  Phymanthus pulcher ingår i släktet Phymanthus och familjen Phymanthidae. Inga underarter finns listade i Catalogue of Life.